# Marçal de Mèrida
Marçal (fl. 252-254) és el primer bisbe documentat de Mèrida, conegut també per haver apostatat durant la persecució de Deci.
Considerat el primer bisbe documentat de Mèrida, aleshores encara la romana Augusta Emèrita, d'acord amb el que es desprèn de l'epístola 68 del bisbe Cebrià de Cartago. Consagrat abans o en temps de la persecució de l'emperador Deci (249-251), temorós de les conseqüències de professar la fe cristiana davant les autoritats, va renunciar a la seva fe i feu acte d'apostasia. Juntament amb el bisbe Basílides d'Astorga, va demanar als magistrats romans l'anomenat libel, és a dir, un certificat o patent que els posava a cobert de les persecucions religioses, posant-los al nivell de la idolatria envers els seus fidels cristians.
No es va limitar únicament a demanar el certificat, que es pot considerar una renúncia a la fe simulada i obtinguda amb diners, sinó que va participar en actes públics de paganisme, enterrant els seus fills en llocs profans, assistint a banquets organitzats per gentils i va renegar de la fe cristiana davant del procurador ducenari o cobrador de tributs de la província. Tots aquests actes eren considerats crims a ulls de la comunitat cristiana. Arran d'això, els fidels cristians de Mèrida van deposar Marçal i van elevar a la càtedra al prevere Fèlix, raó per la qual Marçal va acudir al bisbe de Roma, Esteve, a qui va enganyar perquè el restituís al bisbat.
El conflicte va continuar i, finalment, es van adreçar al bisbe Cebrià de Cartago, considerat una autèntica autoritat a l'època, per consultar si eren vàlides les deposicions. Aquest va convocar un sínode que va comptar amb la participació de trenta-sis bisbes africans i van decidir que les deposicions eren vàlides. Cebrià ho va comunicar a les comunitats cristianes d'Hispània en l'epístola 68 i va censurar els actes de Marçal i del bisbe Basílides d'Astorga i va animar els cristians a no comunicar amb ells, als quals considera prevaricadors. No obstant això, es desconeix com va acabar el conflicte, Menéndez Pelayo considerà que probablement el papa va anul·lar la seva ordre i va confirmar les destitucions.